# (4524) Barklajdetolli
(4524) Barklajdetolli ist ein Asteroid des Hauptgürtels, der am 8. September 1981 von der ukrainisch-sowjetischen Astronomin Ljudmyla Schurawlowa am Krim-Observatorium (IAU-Code 095) in Nautschnyj entdeckt wurde. Erste Sichtungen des Asteroiden hatte es bereits im September 1935 am Observatorium in Simejis (IAU-Code 094) und am Union-Observatorium (IAU-Code 078) in Johannesburg gegeben.
Der Asteroid gehört der Vesta-Familie an, einer großen Gruppe von Asteroiden, benannt nach (4) Vesta, dem zweitgrößten Asteroiden und drittgrößten Himmelskörper des Hauptgürtels.
(4524) Barklajdetolli wurde nach dem russischen Generalfeldmarschall und Kriegsminister Michael Andreas Barclay de Tolly (1761–1818) benannt, der während Napoleons Russlandfeldzug 1812 und in der Völkerschlacht bei Leipzig (1813) Oberbefehlshaber der russischen Truppen war.